# 上下階梯
《上下階梯》（英語：Ascending and Descending）是荷蘭藝術家莫里茨·科内利斯·埃舍尔於1960年3月創作的一幅石版畫，原作尺寸為14英寸 × 11 1/4英寸（35.6厘米 × 28.6厘米）。這幅作品描繪了一座屋頂上的大型建築，特色是其無盡循環的階梯。階梯上有兩排穿著相同服裝的人群，一排沿著階梯不斷上升，另一排則不斷下降。而畫面中另有兩個與這些人群分離的角色，一人坐在僻靜的庭院中，另一人位於較低的階梯上形成對比。

## 作品內容
與大多數藝術家利用相對比例來營造深度的錯覺不同，埃舍爾在這幅作品中以矛盾的比例構建出了一種視覺悖論。這幅畫的靈感來源於潘洛斯階梯，這是一種不可能實現的結構，最早由莱昂内尔·彭罗斯於1958年2月在《英國心理學雜誌》中提出概念。埃舍爾在此基礎上發展出自己的獨特表達，並在1961年的作品《瀑布》中進一步深化了這一主題。
畫中的階梯通過兩排密集的人群凸顯其悖論性——雖然人群沿著階梯上升或下降，但整體卻毫無高度變化。人物服飾的設計表明這些人各自的行動方向。埃舍爾賦予該結構更多的象徵意義。描繪了一群進行神秘儀式的「未知教派」，類似僧侶的人群在無盡的階梯從事著無法解釋的活動。畫中還有一些「自由」的人物，埃舍爾描述他們為「倔強的個體」，暫時拒絕參與這種荒誕的行動，但他認為，『他們遲早會意識到自己與群體格格不入的錯誤。』
埃舍爾的描繪，暗示這些人群的勞作與生活被困於一個無法逃脫的荒謬環境中。這些形象可能還受到荷蘭語中「monnikenwerk」（僧侶的工作）一詞的啟發，該短語意指毫無結果的重複性勞作，進一步引申為「無用之事」。埃舍爾在早期作品《階梯之屋》（House of Stairs）和《相對論》（Relativity）中，也曾多次運用階梯元素。

## 另見
- 彭罗斯三角形
- 潘洛斯階梯

## 外部連結
- 《上下階梯》在National Gallery of Art的資料 （页面存档备份，存于）